# Onychogomphus saundersii
Onychogomphus saundersii är en trollsländeart som beskrevs av Selys 1854. Onychogomphus saundersii ingår i släktet Onychogomphus och familjen flodtrollsländor. IUCN kategoriserar arten globalt som otillräckligt studerad. Inga underarter finns listade i Catalogue of Life.